# Rudolf von Kanitz

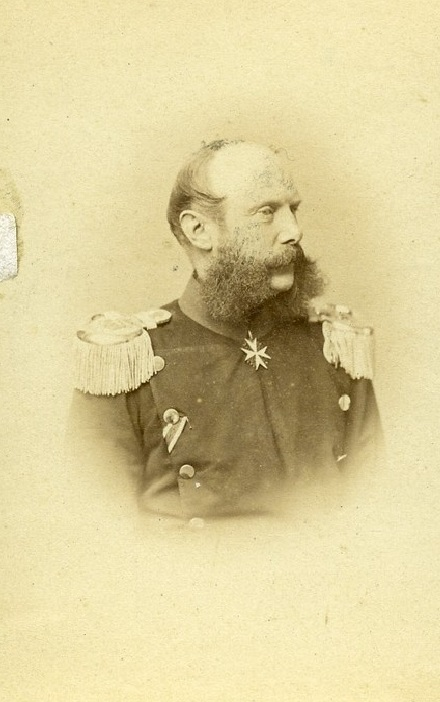
Rudolf Graf von Kanitz (carte de visite, Berlin um 1865)

Graf Rudolf Friedrich Wilhelm von Kanitz (* 14. August 1822 in Stettin; † 25. Dezember 1902 in Schmuggerow) war ein preußischer Generalleutnant.

## Leben

### Herkunft und Familie

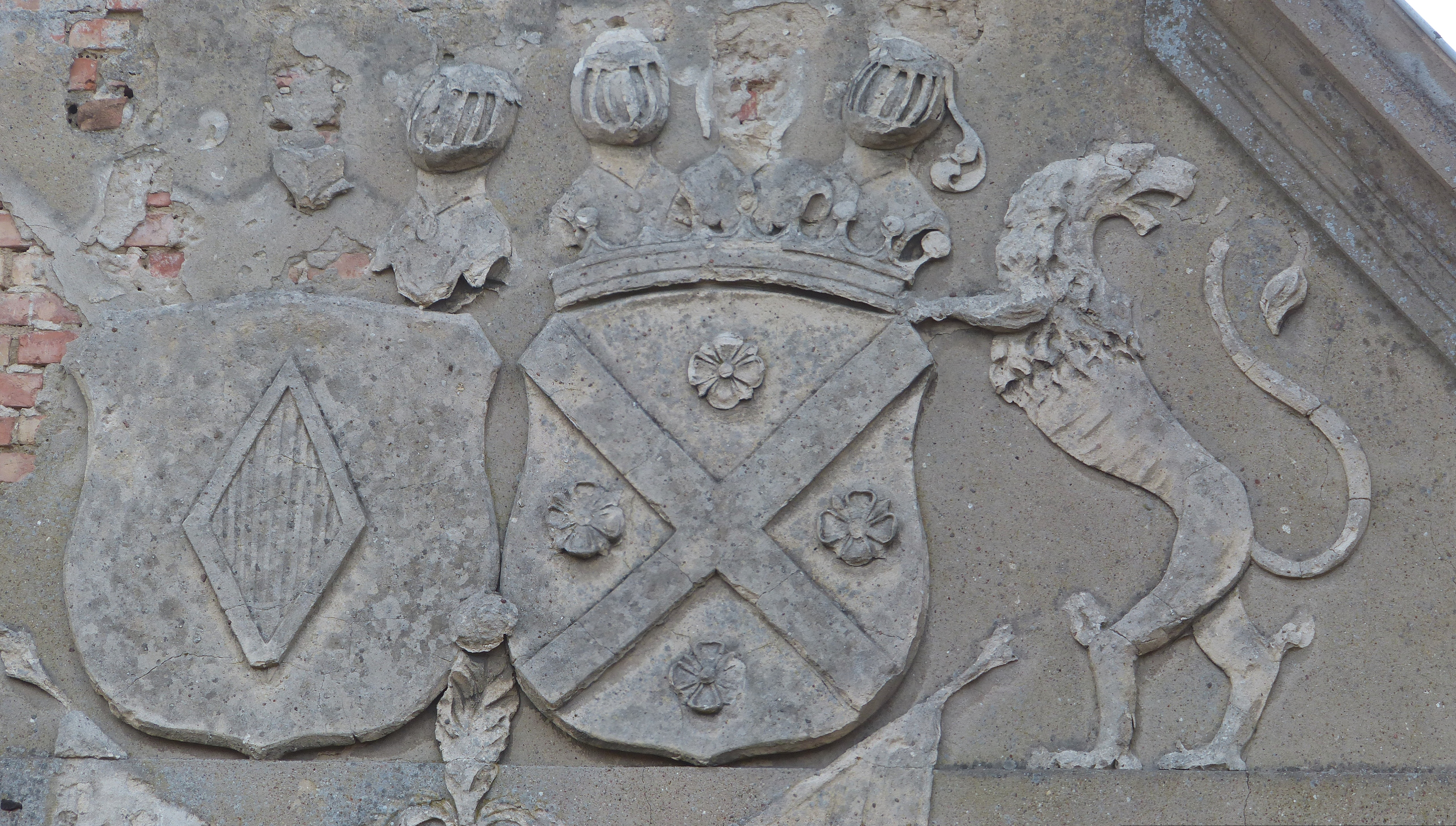
Allianzwappen Schwerin Kanitz am Herrenhaus Dargibell

Rudolf entstammte der 1798 in den Grafenstand erhobenen preußischen Linie des Adelsgeschlechts von Kanitz. Seine Eltern waren der preußische Generalleutnant und Kriegsminister Graf August von Kanitz (1783–1852) und Gräfin Luise von der Schulenburg aus dem Hause Beetzendorf (1799–1830). Der Theologe Wilhelm Hoffmann (1806–1873) war sein Schwager.
Er heiratete 1865 auf Gut Putzar Gräfin Luise Hildegard Marie von Schwerin (1837–1912), Hofdame der Königin, Tochter des preußischen Staatsministers Graf Maximilian von Schwerin-Putzar (1804–1872) und der Hildegard Maria Schleiermacher (1817–1889). Aus der Ehe gingen drei Töchter hervor.
1. Augusta Luise Rose (* 1868)
2. Auguste Klara Hildegard Luise (1869–1943)
3. Klara Frieda Viktoria (1870–1932), ⚭ Graf Ulrich von Schwerin auf Gut Dargibell (1865–1946)

### Werdegang
Er besuchte zunächst das Vereinigte Königliche und Stadt-Gymnasium in Stettin, später das Blochmannsche Erziehungs-Institut in Dresden.
Mit 18 Jahren trat er in das 1. Garde-Regiment zu Fuß der preußischen Armee ein. 1841 war er Portepeefähnrich und avancierte im selben Jahr zum Sekondeleutnant. Von 1847 bis 1848 war er zum 4. Dragonerregiment kommandiert und während der Mobilmachung von 1850 bis 1851 war er Adjutant des IV. Bataillons des 1. Garde-Regiment zu Fuß. Hiernach war er Lehrer an der Divisionsschule in Potsdam und von 1852 bis 1855 Adjutant des I. Bataillons (Königsberg i. Pr.) des 1. Garde-Landwehrregiments. Er stieg 1853 zum Premierleutnant und 1856 zum Hauptmann auf, wurde schließlich 1856 Kompaniechef im 1. Garde-Regiment zu Fuß.
In der ersten Jahreshälfte 1860 nahm er mit Auszeichnung am Spanisch-Marokkanischen Krieg, insbesondere der Schlacht bei Samsa und der Schlacht bei Vadraß teil. Im Juni 1860 wurde er zur Dienstleitung beim König kommandiert, dessen Flügeladjutant er bis 1866 blieb. Er nahm am Deutsch-Dänischen Krieg teil und erhielt im selben Jahr seine Beförderung zum Oberstleutnant. Im Deutschen Krieg nahm er an der Schlacht bei Königgrätz teil und avancierte im selben Jahr zum Kommandeur des 2. Garde-Regiments zu Fuß sowie zum Oberst. In dieser Funktion nahm er am Deutsch-Französischen Krieg, insbesondere der Schlacht bei Gravelotte, wo er schwer verwundet und ausgezeichnet wurde, der Schlacht von Le Bourget und der Belagerung von Paris teil. Noch in den letzten Kriegstagen wurde er Kommandeur der 1. Garde-Infanterie-Brigade.
Nach dem Friedensschluss im Mai 1871 wurde er mit der Wahrnehmung der Geschäfte der Kommandantur Potsdam beauftragt und etwas später unter Belassung seiner bisherigen Stellung zum Generalmajor befördert. 1874 hat er seinen Abschied erhalten, wobei ihm 1875 noch der Charakter als Generalleutnant verliehen und 1895 die Erlaubnis zum Tragen der Uniform des 2. Garde-Regiment zu Fuß erteilt wurde. Rudolf von Kanitz starb auf Rittergut Schmuggerow, welches seine Frau Luise bei ihrer Heirat von ihrem Vater als Mitgift erhalten und auf dem von Kanitz vermutlich seinen Ruhestand verbracht hatte. Im Ehrenamt wurde er in der vorpommerschen Region als Stifts-Kurator tätig.

### Auszeichnungen
- Roter Adlerorden IV. Klasse mit Schwertern, 1860
- Spanischer St. Fernando-Orden I. Klasse, 1860 (Spanisch-Marokkanischer Krieg)
- Ritterkreuz des Hausorden von Hohenzollern, 1861
- Dienstkreuz, 1865
- Schwerter zum Hausorden von Hohenzollern, 1866
- Eisernes Kreuz II. Klasse, 1870 (Schlacht bei Gravelotte)
- Eisernes Kreuz I. Klasse, 1871
- Sachsen-Ernestinischer Hausorden II. Klasse mit Schwertern, 1871
- Mecklenburgisches Militärverdienstkreuz I. Klasse, 1871
- Königlicher Kronen-Orden I. Klasse, 1885
- Stern der Komture des Hausorden von Hohenzollern mit Schwertern, 1897
- Großkreuz des Orden vom Zähringer Löwen, 1897
- Roter Adlerorden I. Klasse mit Eichenlaub, 1901

## Werke
- Aus dem Deutschen Soldatenleben: militairische Skizzen zur Deutschen Sittengeschichte. W. Hertz, Berlin 1861 (Rezension; Digitalisat)